# Bernard Kouchner
 Bernard Kouchner (Avinhão, 1 de novembro de 1939) é um médico e político francês. Ele foi co-fundador de Médicos Sem Fronteiras (MSF) e de Médicos do Mundo e ministro das Relações Exteriores e Europeias da República Francesa.

## Biografia
Kouchner teve uma formação de gastroenterologia.
Militou primeiramente no Partido Comunista Francês, de onde foi excluído em 1966. Partiu então como médico pela Cruz vermelha ao Biafra em 1968. Fundou "Médicos sem Fronteiras" em 1971, depois "Médicos do Mundo" em 1980, em consequência de uma divergência de opinião com a direção de MSF.
Bernard Kouchner fez campanha junto das instituições internacionais pelo reconhecimento da ingerência humanitária. No início de 2003, foi favorável à intervenção dos Estados Unidos no Iraque, afirmando que a ingerência contra as ditaduras deveria ser global.
Exerceu missões ao serviço das Nações Unidas (ONU) como representante do Secretário Geral Kofi Annan no Kosovo, 1999-2001, após Sérgio Vieira de Mello, de quem era amigo pessoal.
Publicou várias obras, entre as quais "Deus e os homens" (Dieu et les hommes), em colaboração com o abbé Pierre, fundador da comunidade Movimento Emaús.

## Mandatos políticos
- Secretário de Estado de 1988 a 1992
- Ministro da Saúde e da Ação Humanitária em 1992-1993
- Deputado europeu de 1994 a 1997,
- Secretário de Estado para a Saúde de 1997 a 1999
- Administrador-representante da ONU no Kosovo de 1999 a 2001.
- Ministro delegado à Saúde 2001 a 2002
- Ministro das Relações Exteriores e Europeias (nomeado em 18 de maio de 2007) do governo de direita de François Fillon, primeiro-ministro de Nicolas Sarkozy

## Publicações
- Urgence Darfour, Morad El Hattab (dirección) con André Glucksmann, Bernard Kouchner, Bernard-Henri Lévy, Jaques Julliard, Gérard Prunier, Jacky Mamou, Richard Rossin, Philippe Val, Des idées et des hommes, 2007, ISBN 978-2-3536-9025-1.